# Pseudeusemia furcata
Pseudeusemia furcata är en fjärilsart som beskrevs av Rothschild och Jordan 1903. Pseudeusemia furcata ingår i släktet Pseudeusemia och familjen mätare. Inga underarter finns listade i Catalogue of Life.